# Musée de la Résistance de Bondues

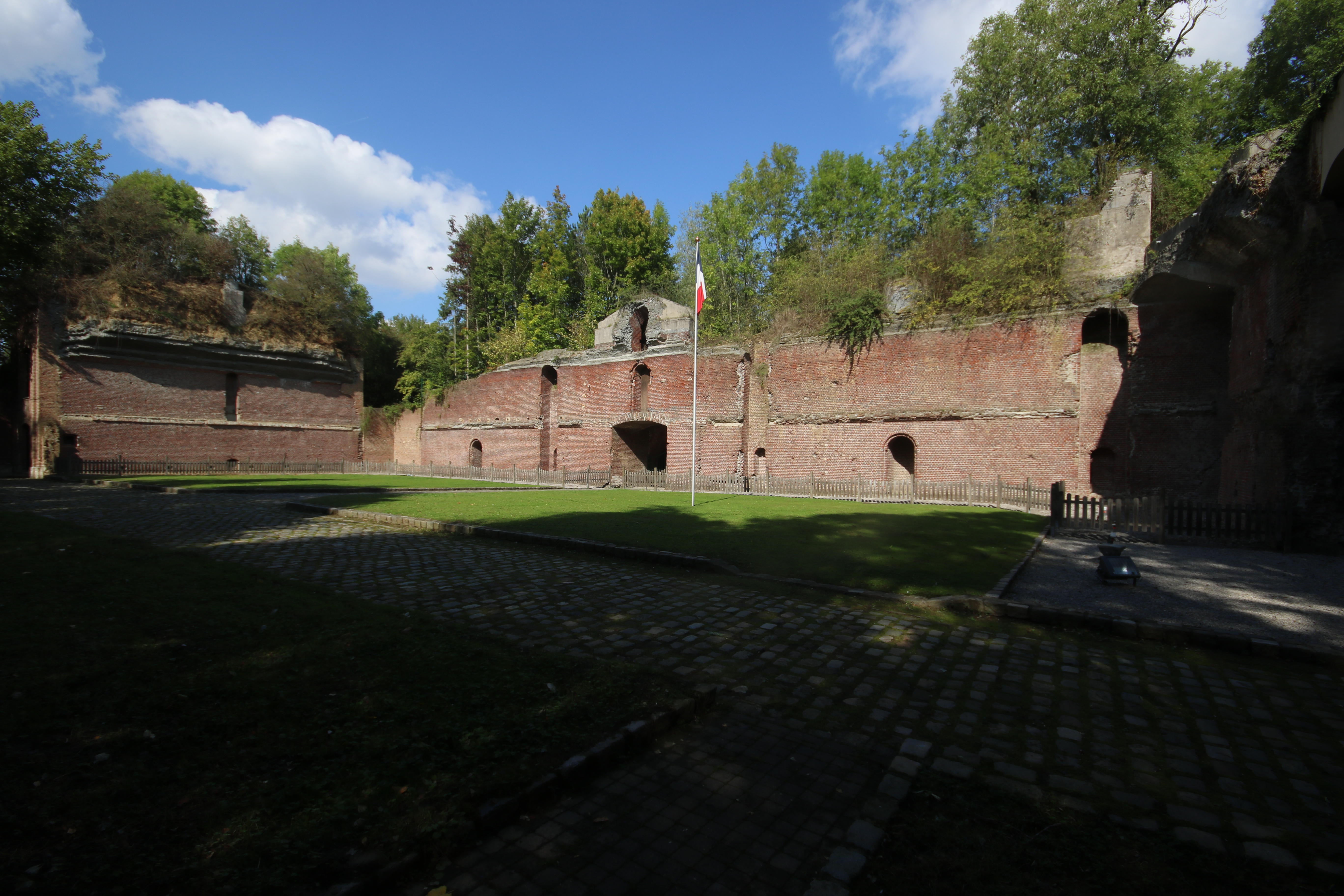
Fort de Bondues

Das Musée de la Résistance de Bondues ist ein Widerstandsmuseum auf dem Gelände des Fort de Bondues (auch: Fort Lobau genannt). Es ist in einer Kasematte bzw. mehreren Kasematten des ehemaligen Forts untergebracht.

## Geschichte und Ziel des Museums

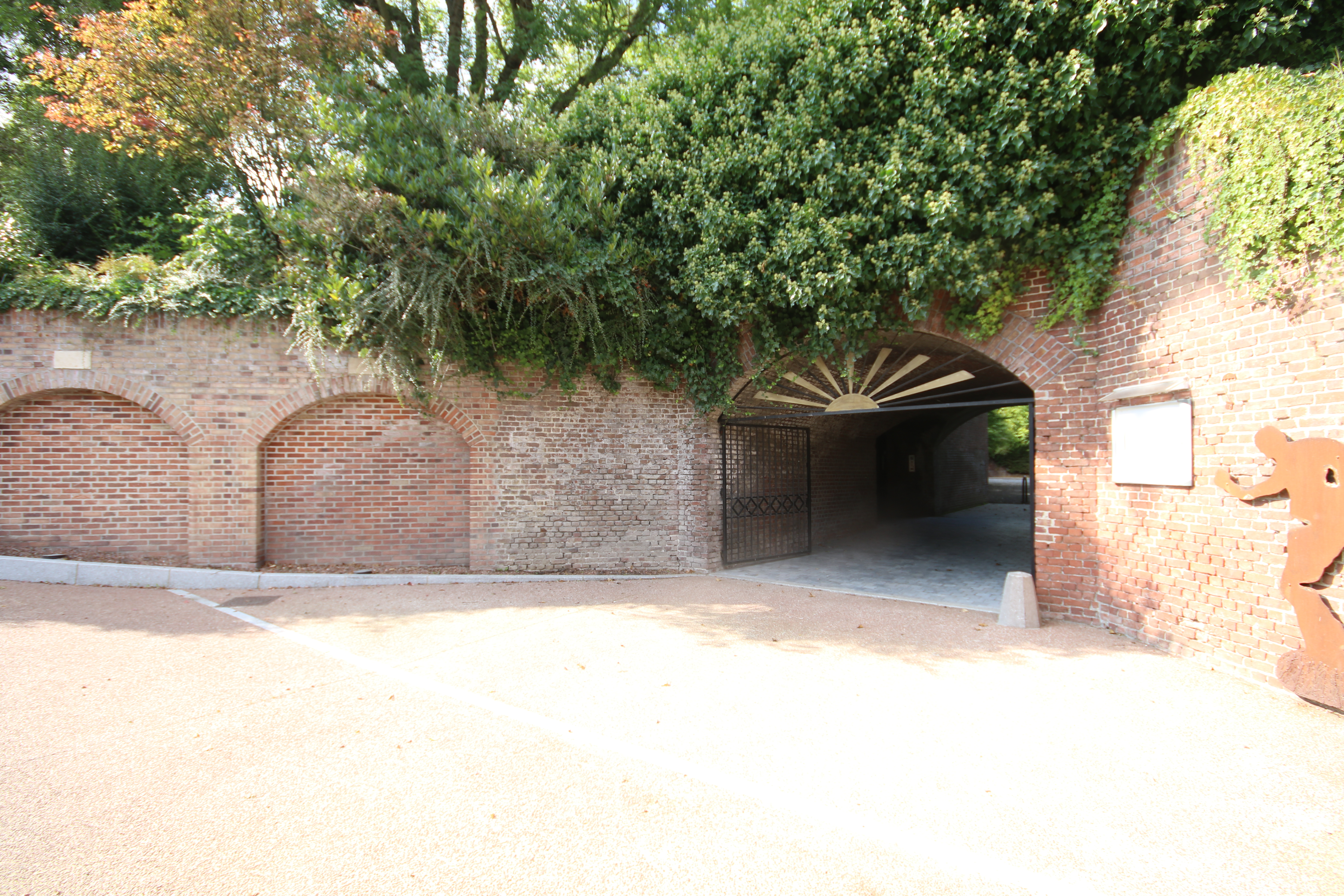
Eingang zum Museum

Das Museum wurde im September 1997 eingeweiht. Anwesend waren der zuständige Staatssekretär JP Masseret und der 1998 verstorbene Maurice Schumann. Letzterer hielt bei dieser Gelegenheit eine seiner letzten Reden. Die Einrichtung des Museums wurde von der Gemeinde unterstützt, die sich voll und ganz an diesem Werk der Geschichte beteiligt hat. Seit 2009 ist dieses Museum in städtischer Hand. Unterstützt wird die Kommune und die Arbeit vor Ort durch den Verein "Souvenir de la Résistance et des fusillés du fort de Bondues".
Ziel dieses Museums ist die Erinnerung an die mindestens 68 erschossenen Widerstandskämpfer zu bewahren. Das Museum will den Widerstand anhand regionaler Beispiele und der Wege der in Bondues erschossenen Widerstandskämpfer in einem pädagogischen Ansatz vorstellen. Außerdem widmet sich das Museum dem Widerstand in der Region Nord-Pas de Calais und möchte somit die Erinnerung an den Widerstand gegen den Nationalsozialismus in der Region lebendig zu halten. 

## Die Räume des Museums

### Raum des Gedächtnisses
Hier findet man die Namen der 68 erschossenen Widerstandskämpfer inklusive deren Fotos, Berufe und Lebensdaten. So unterschiedlich die Herkunft, die Lebensläufe und die Widerstandsorganisationen der Widerstandskämpfer auch waren, sie vereint das Schicksal der Hinrichtung im Fort de Bondues. Quelle für diese Informationen ist die Namensliste eines Wehrmachtssoldaten, der diese Liste auf der Flucht hinterlassen hat.

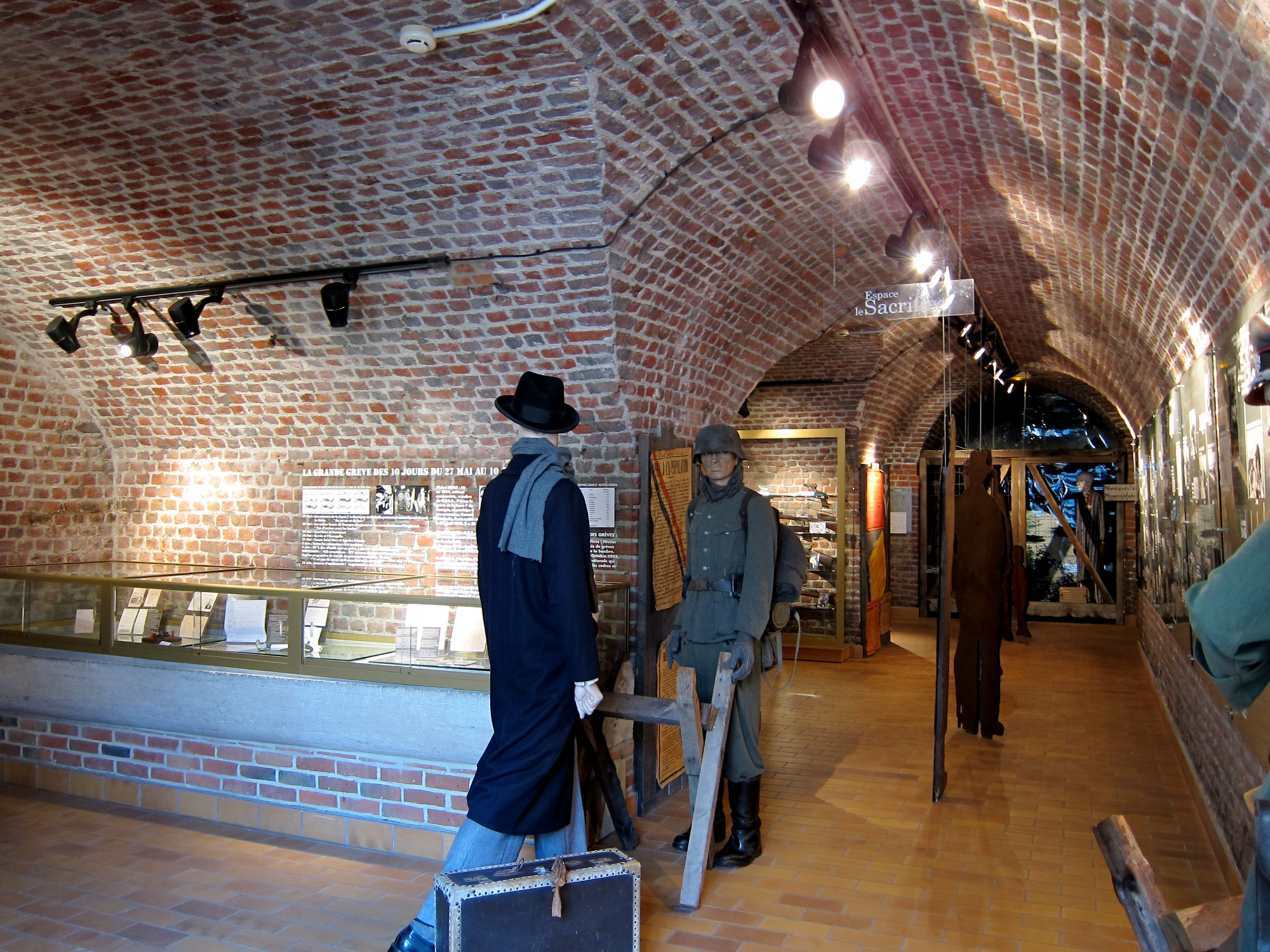
Musée de la Résistance de Bondues

### Raum der Ablehnung
Nach dem Ersten Weltkrieg, den harten Kämpfen in Frankreich im Mai und Juni 1940 und der Angst dauerhaft unter deutscher Fremdherrschaft zu stehen und dazu noch aus Brüssel verwaltet zu werden, war es für die meisten Bewohner der Industrieregion frühzeitig klar, Ablehnung gegenüber den Deutschen und der Regierung von Vichy zu zeigen.

### Raum des Mutes
Hier sieht man die unterschiedlichen Formen des Widerstands in der Region. Dies beginnt mit der Verbreitung von Flugblättern und geht bis zur Gründung Fluchtnetzwerken. Um dies alles anschaulicher zu machen, ist ein Druckatelier nachgebaut. Dies soll auch die Bedeutung der "Press clandestine" also der Untergrundpresse im Norden von Frankreich darstellen (Beispiel: Voix du Nord). Auch Sabotageaktionen sind in diesem Raum dargestellt.

### Raum der Verpflichtung
Hier bekommen die Besucher einen Einblick in die komplexe Organisation des Widerstands. Dazu sieht man eine Überblickstafel zu den zahlreichen Netzwerken und Bewegungen in der Region. Durch die Lebenswege von mehreren Widerstandskämpfern versteht man die vielfältigen Beweggründe und Motivationen der Mitglieder der Gruppen und Netzwerke am Widerstandskampf teilzunehmen.

### Raum des Opfers
Dort werden die Unterdrückungsmaßnahmen der deutschen und französischen Polizei gezeigt. Durch die Rekonstruktion einer Gefängniszelle oder durch einen Stacheldraht, der ein Konzentrationslager darstellen soll, werden die Haftbedingungen, die Verhöre inklusive möglicher Folterungen aufgezeigt. 

## Zusätzliche Informationen

### Dokumentation und Archiv
Das Museum beherbergt auch eine große Dokumentations- und Archivsammlung. Schwerpunkte sind der Widerstand während des Ersten und Zweiten Weltkriegs sowie die Deportation.
Die Sammlung ist nach Vereinbarung für alle zugänglich, die Forschung betreiben möchten.

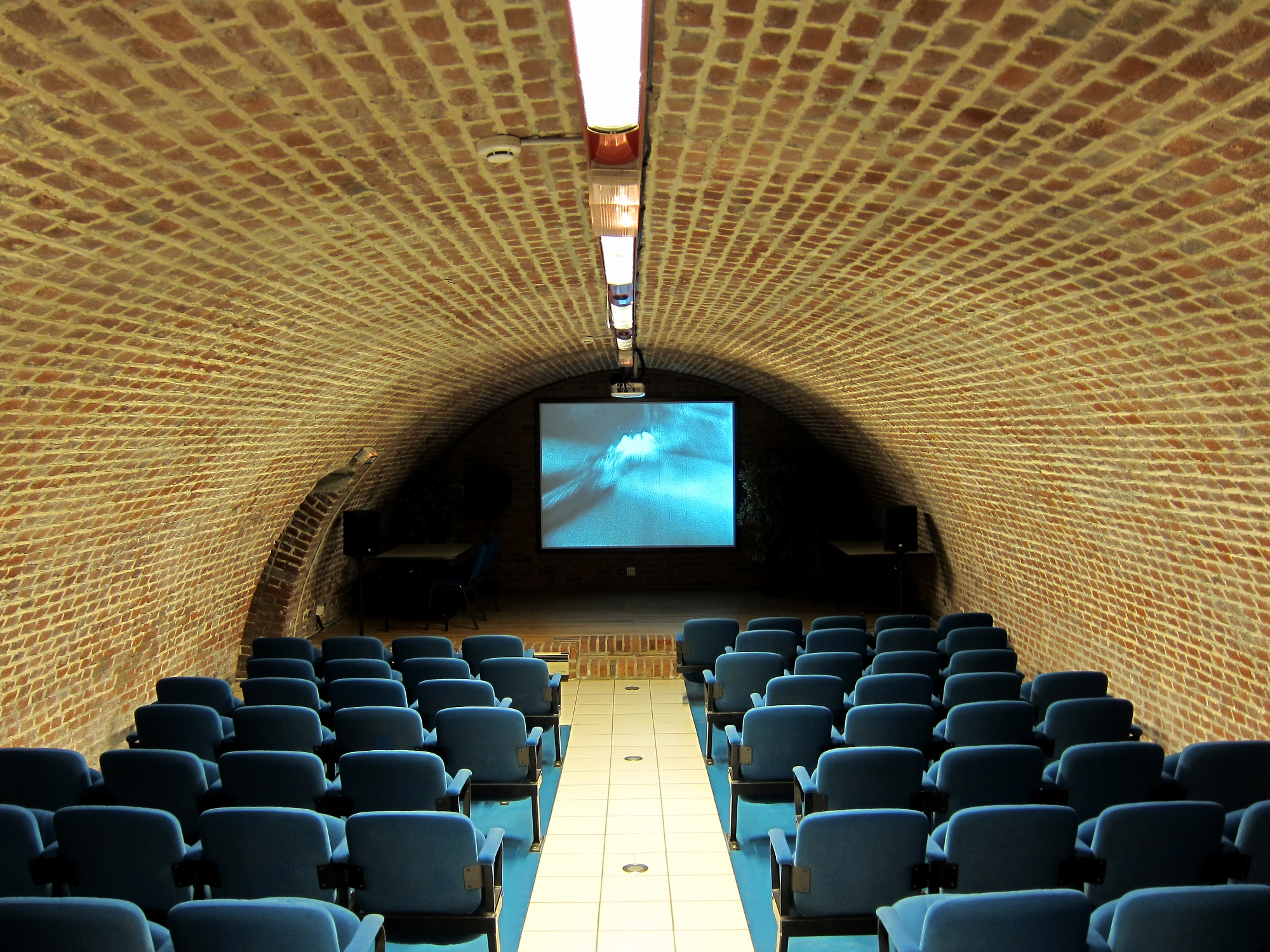
Kino und Vorführraum

### Vorführraum und Ausstellungshalle
Das Museum verfügt auch über einen Vorführraum und eine temporäre Ausstellungshalle. Dort können Konferenzen, Ausstellungen und Besuche für Schulen stattfinden.